# هنری گودمن
هنری گودمن (انگلیسی: Henry Goodman؛ زادهٔ ۲۳ آوریل ۱۹۵۰) یک هنرپیشه اهل بریتانیا است.
از فیلم‌ها یا برنامه‌های تلویزیونی که وی در آن نقش داشته‌است می‌توان به ناتینگ هیل، زندگی و مرگ پیتر سلرز، پسر پلنگ صورتی، ماری ریلی، خیابان سبز، قدیس، انتقام‌جویان: عصر اولتران، زنی با لباس طلایی رنگ، به دست آوردن وودستاک، غروب آفتاب، بهترین آن‌ها و سوخته اشاره کرد.